# 福島県道・茨城県道195号下関河内小生瀬線

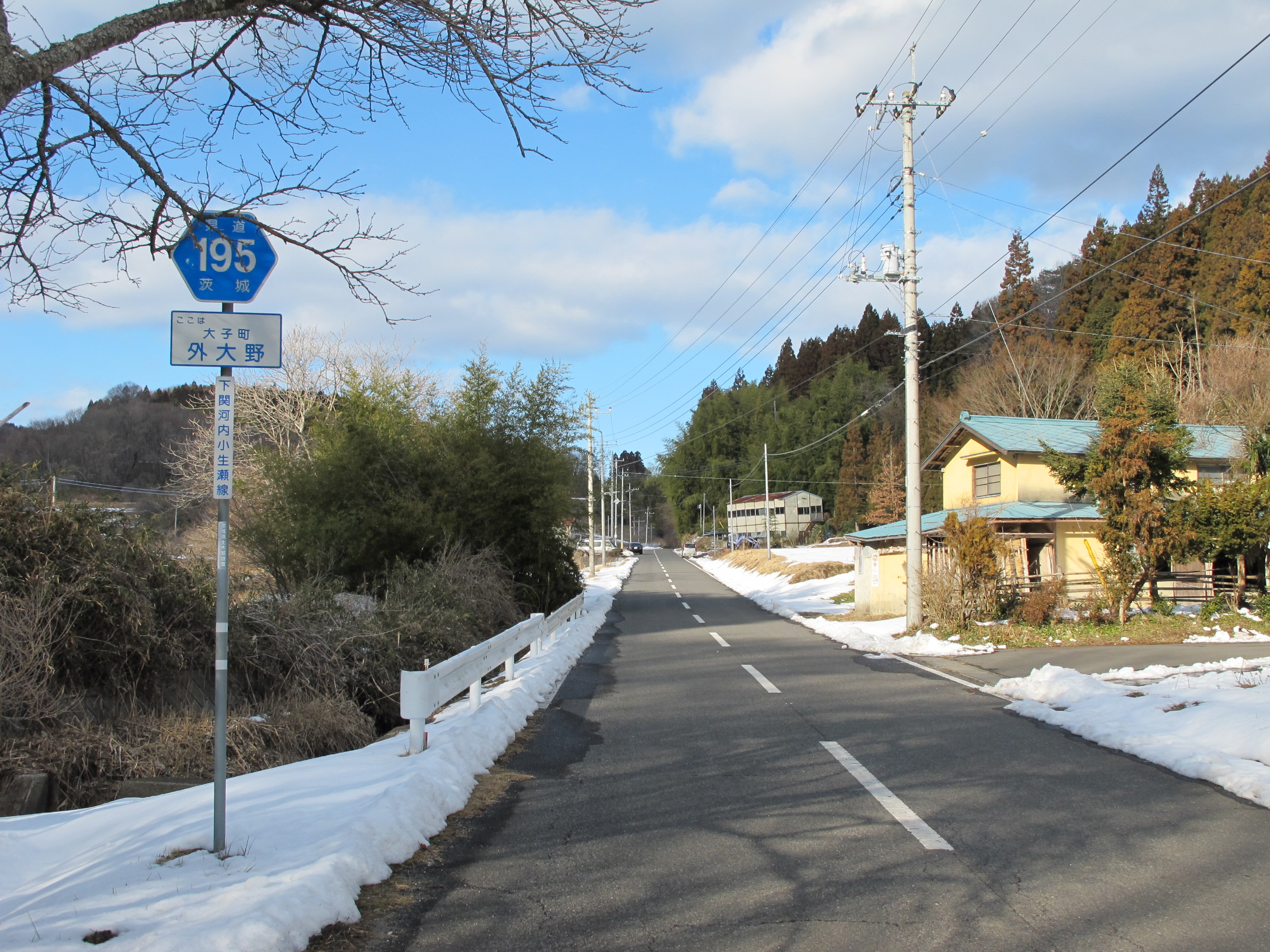
茨城県道195号下関河内小生瀬線
大子町外大野（2013年1月）

福島県道・茨城県道195号下関河内小生瀬線 （ふくしまけんどう・いばらきけんどう195ごう しもせきごうどこなませせん）は、福島県東白川郡矢祭町から茨城県久慈郡大子町に至る一般県道である。

## 路線データ
- 起点：福島県東白川郡矢祭町下関河内字沼ケ沢（国道349号交点）
- 終点：茨城県久慈郡大子町前田（国道461号、茨城県道33号常陸太田大子線交点）
- 総延長：11.812 km（福島県区間：4.516 km[1]、茨城県区間：7.296 km[2]）
- 重用延長：なし（福島県区間：0.0 km[1]、茨城県区間：0.0 km[2]）
- 未供用延長：なし（福島県区間：0.0 km[1]、茨城県区間：0.0 km[2]）
- 実延長：11.812 km（福島県区間：4.516 km[1]、茨城県区間：7.296 km[2]）
- 自動車交通不能区間延長[注釈 1]：なし（福島県区間：0.0 km、茨城県区間：0.0 km[2]）

## 歴史
新規で、福島県東白川郡矢祭村大字下関河内を起点とし、久慈郡大子町大字小生瀬を終点とする区間を県道路線とする県道下関河内小生瀬線として、1959年（昭和34年）8月31日に福島県により、同年10月14日に茨城県によって県道路線に認定した。

### 年表
- 1943年（昭和18年）10月29日：現在の路線の前身である袋田東館線が路線認定される。
- 1959年（昭和34年）8月31日：福島県により県道路線に認定される[3]。
- 1959年（昭和34年）10月14日
  - 茨城県により県道路線に認定される（図面対照番号136）[4]。
  - 茨城県内の道路の区域は、県界久慈郡大子町大字外大野から久慈郡大子町大字小生瀬の主要地方道日立大子線交点までと決定[5]。
- 1969年（昭和44年）7月3日：茨城県久慈郡大子町大字外大野の狭隘路（最小幅員3.6 m、延長540 m）を道路改良供用開始[6]。

## 路線状況
福島県・茨城県の県境に近い福島県矢祭町山下地内の区間は、幅員狭小でヘアピンカーブもあり、大型車両通行不能である。

### 橋梁
檜山橋
- 全長：28.6 m
- 幅員：6.0 m
- 竣工：1972年[7]

矢祭町下関河内にて二級水系久慈川水系小田川を渡る。橋上は上下対向2車線で供用され、歩道は設置されていない。

## 地理
福島県側は、起点から約1.5 kmまでの下関河内地区は、平坦で地形で田園風景を臨む平坦な地形である。その先、山下地区に入ると福島・茨城県境まで急峻な山林の斜面に沿って道路が延び、標高約180m〜300m前後のアップダウンとなる。
茨城県側は、比較的なだらかで山間部の谷に沿って道路が延びる。

### 通過する自治体
- 福島県
  - 東白川郡矢祭町
- 茨城県
  - 久慈郡大子町

### 交差する主な道路
- 茨城県道22号北茨城大子線（大子町小生瀬）

### 沿線
- スパ袋田ゴルフクラブ（久慈郡大子町外大野）